# Азорський реал
Азорський реал — історична грошова одиниця Азорських островів.
Перші монети для забезпечення грошового обігу в заморській провінції Португалії Азорські острови викарбувані в 1750. В обіг надійшли мідні 3, 5 та 10 реалів. На них містився напис «pecunia insulana», що позначає латиною «острівні гроші». Випуск тривав недовго. Монети номіналом у 3 та 10 реалів карбували лише у 1751, 5 реалів у 1750 та 1751.
У 1790-х в обіг надійшла друга серія азорських реалів. Вона включала мідні 5, 10 та 20 реалів, а також срібні 75 та 300 реалів.
У 1828 в Португалії стався переворот. Королем став Мігел I. Опорним пунктом конституціоналістів, які не прийняли Мігеля, а вважали своєю королевою Марію, став один із Азорських островів Терсейра. На монетах номіналом у 5, 10 та 80 реалів 1829 та 1830 острова Терсейра вказано титул королеви Португалії Марії.

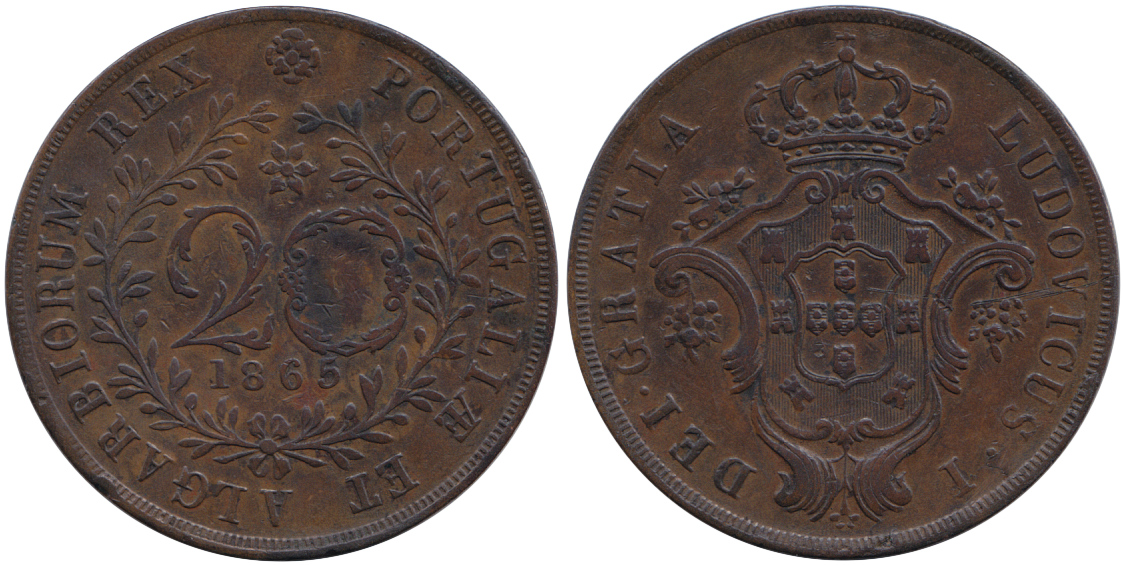
20 реалів Азорських островів, 1865.

У подальшому азорські реали карбували в 1843, 1865-1866 і 1901. На Азорських островах використовували не лише монети місцевих випусків та метрополії. На гроші, що потрапляли на острови, наносилося тавро, що робило їх законним платіжним засобом. Так, талери Марії Терезії після надкарбування ставали рівними 1200, а бразильські мільрейси 600 азорським реалам.
Азорські реали випускали у вигляді монет, а й банкнот. У серіях 1876-1885, 1895 і 1905-1910 є банкноти номіналами в 2, 5, 10, 20 і 50 тисяч реалів.
У 1911 португальський та азорський реали замінили на ескудо за курсом 1000 до 1. При цьому раніше емітовані азорські реали продовжували перебувати в обороті ще 20 років.